# Gudo (Zwitserland)
Gudo is een plaats en voormalige gemeente in het Zwitserse kanton Ticino, en maakt deel uit van het district Bellinzona.
Gudo telt 735 inwoners.